# Rassemblement Démocratique Centrafricain
De Rassemblement Démocratique Centrafricain (RDC) is een politieke partij uit de Centraal-Afrikaanse Republiek. De partij werd in mei 1986 opgericht door André Kolingba. Het hoofdbureau is gevestigd in de hoofdstad, Bangui.